# Armigeres inchoatus
Armigeres inchoatus är en tvåvingeart som beskrevs av Philip James Barraud 1927. Armigeres inchoatus ingår i släktet Armigeres och familjen stickmyggor. Inga underarter finns listade i Catalogue of Life.